# Goiana
Goiana è un comune del Brasile nello Stato del Pernambuco, parte della mesoregione della Zona da Mata Pernambucana e della microregione della Mata Setentrional Pernambucana.
Il comune è composto da tre centri abitati principali: Goiana (capoluogo), Pontas de Pedras e Tejucopapo. Vi si trova il secondo stabilimento FCA del Brasile. Il suo centro storico è stato dichiarato Patrimonio Storico Nazionale nel 1938.